# Plaque d'immatriculation

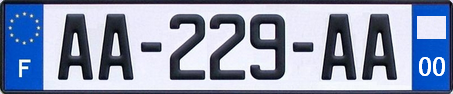
Plaque d'immatriculation française (véhicules immatriculés depuis avril 2009).

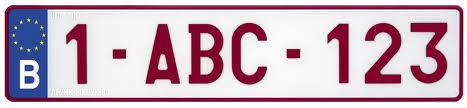
Plaque d'immatriculation belge (véhicules immatriculés depuis fin 2010).

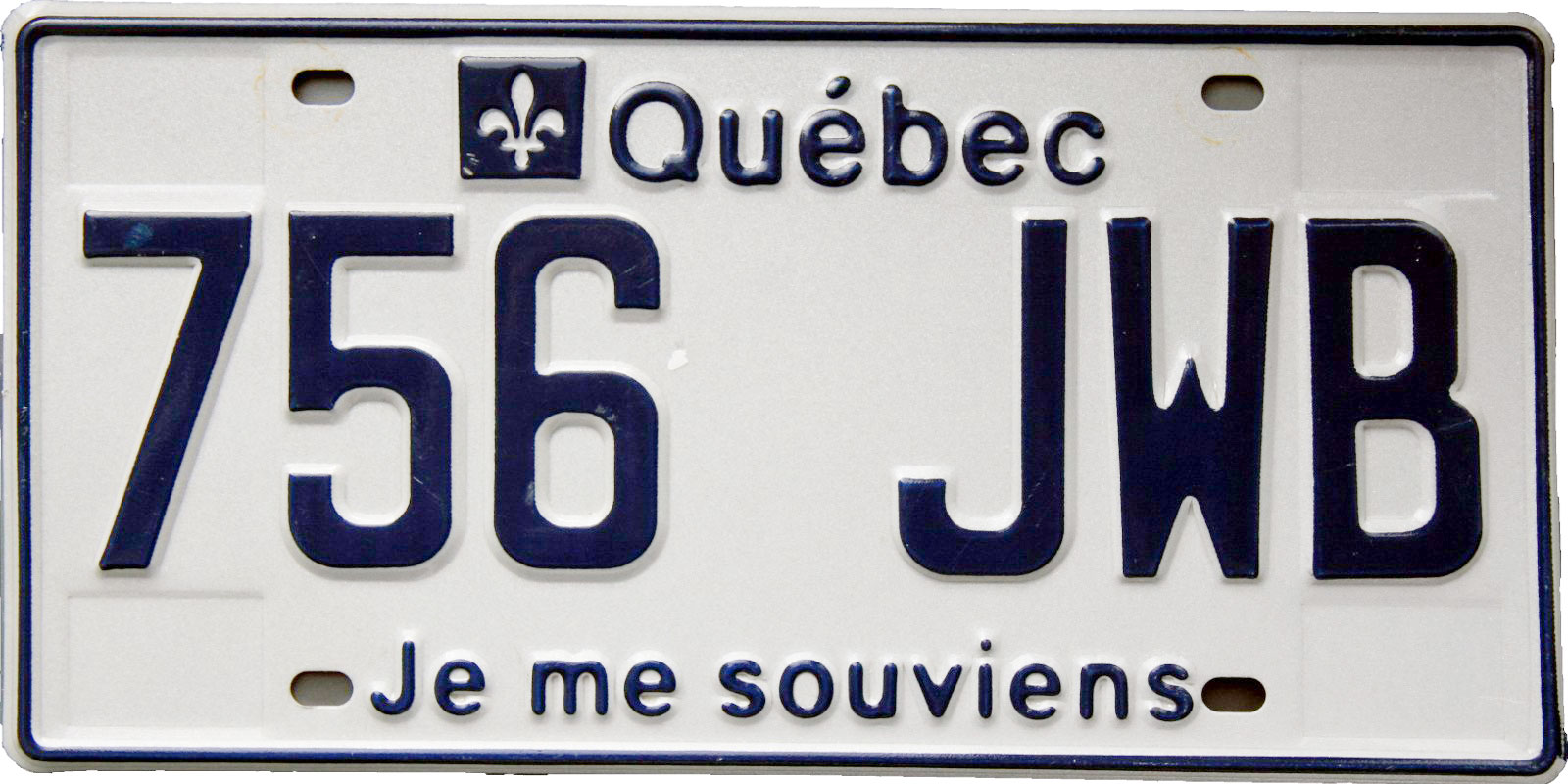
Plaque d'immatriculation canadienne (Québec).

Plaque d'immatriculation luxembourgeoise.

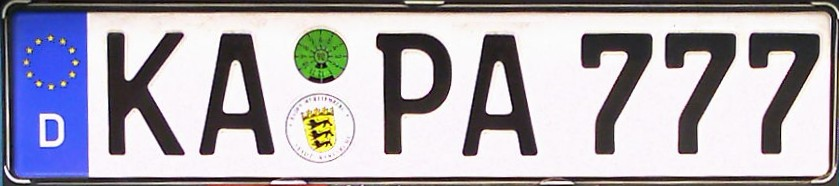
Plaque d'immatriculation allemande (véhicules immatriculés depuis fin 2000) (Karlsruhe).

Plaque d'immatriculation britannique (depuis 2001).

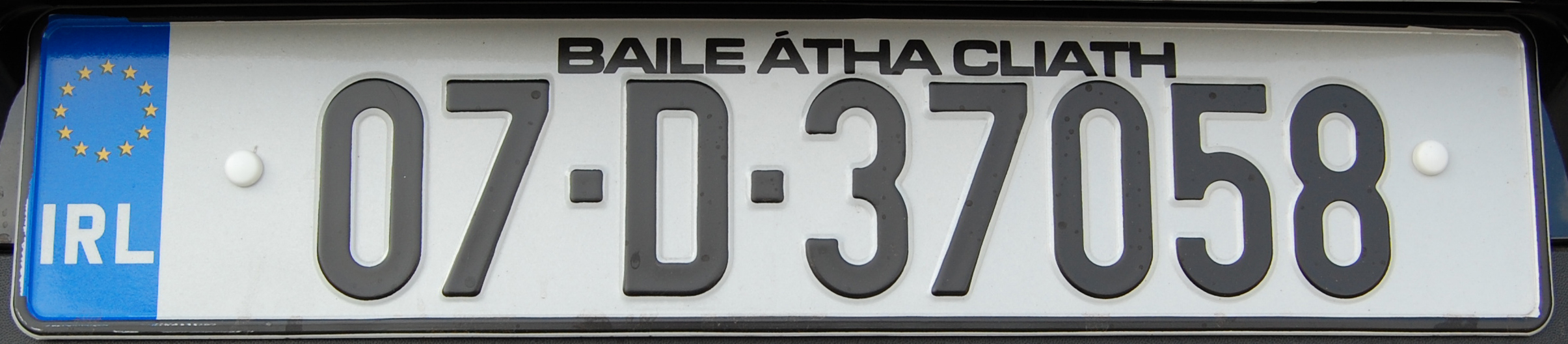
Plaque d'immatriculation irlandaise (Dublin).

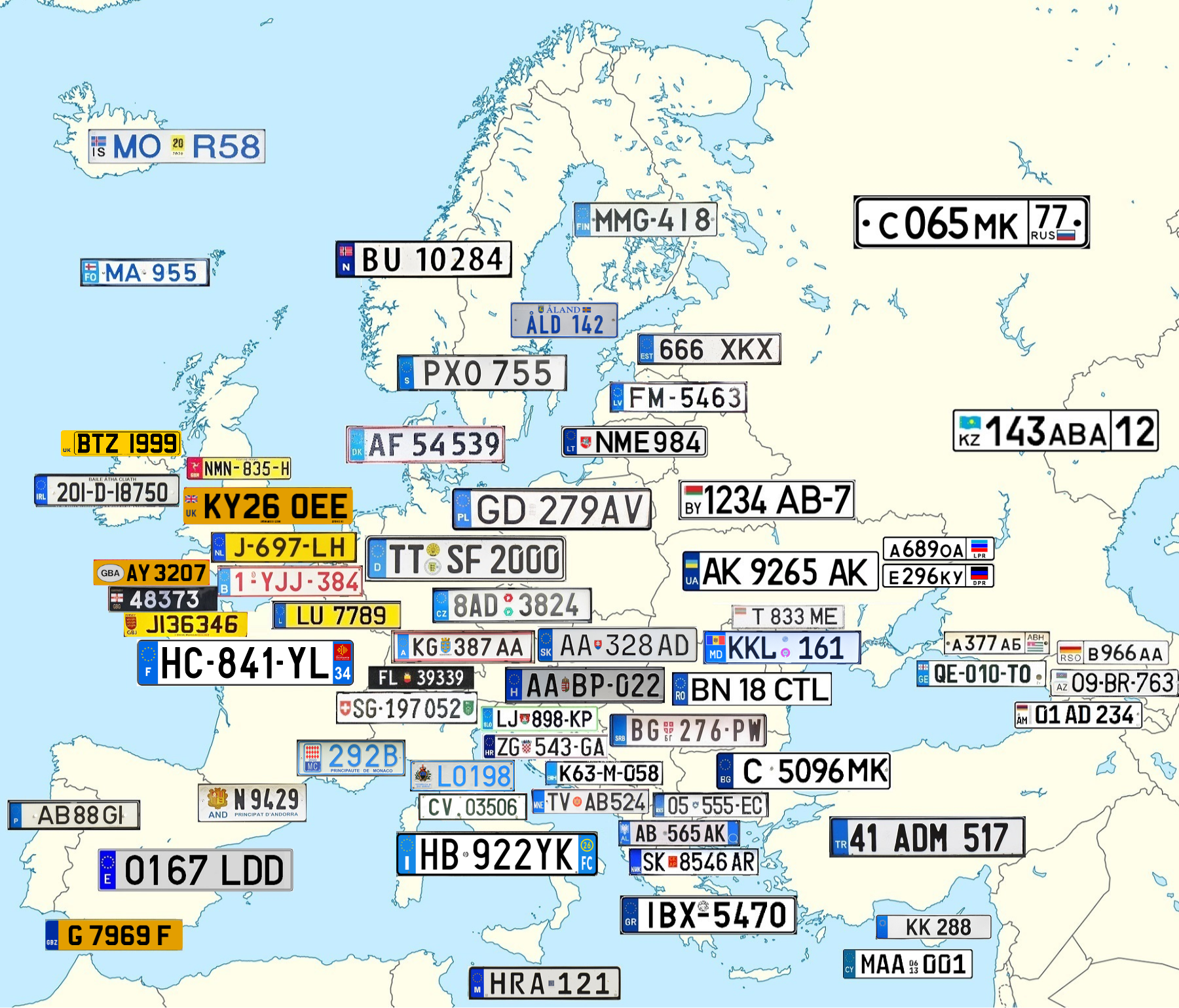
L'Europe.

Une plaque d'immatriculation, aussi couramment appelée plaque minéralogique en France, est une plaque portant une combinaison unique de chiffres ou de lettres (pour une zone géographique donnée), destinée à identifier facilement un véhicule terrestre (automobile, motocyclette, camion, véhicule agricole, etc.). Dans le cas des véhicules circulant sur le réseau routier, objet de cet article, ceci permet de retrouver les auteurs d'infractions au code de la route et les véhicules déclarés volés.

## Historique

### En Belgique

#### Des origines à fin 2010
La Belgique a connu, comme de nombreux pays, un système de numérotation évolutif. Mais sa particularité a été sans doute la multitude de plaques différentes, liée également à son statut de pays hôte d'instances internationales comme l'Union européenne, l'OTAN et le SHAPE, Eurocontrol… et la présence de nombreux fonctionnaires ou diplomates de ces institutions.
Les premières plaques belges sont apparues en 1899 et comportaient des caractères noirs sur un fond blanc. Dès 1911, les couleurs ont été inversées pour voir en 1919 le noir être remplacé par le bleu. En 1925, les plaques à fond rouge apparaissent et trois ans plus tard, les caractères rouges sur fond blanc avec liseré rouge sont utilisées.
Les plaques belges sont liées à leur propriétaire et restent donc longtemps en circulation sauf si, en achetant un nouveau véhicule, le propriétaire demande un nouveau numéro.
Avant 1954 : numérotation à chiffres uniquement, par ordre croissant lors de l'immatriculation, sur des plaques en émail. La numérotation arrivant à 999.999, le système est changé en 1954. L'on passe à 5 caractères, un mélange de chiffres et de lettres, sur un support en fer (fini l'émail). De 1954 à 1961 : une lettre et quatre chiffres dans n'importe quel ordre, la lettre étant précédée et suivie par un point. De 1962 à 1971, le nombre de lettres passe à deux en conservant le nombre de caractères, les lettres restant groupées en paire, également séparées comme ci-dessus. Entre 1971 et 1973 la combinaison se fait par une lettre, un point, trois chiffres, un point et une lettre. Pendant toute cette période de 1954 à 1973, les véhicules sous la responsabilité du ministère des communications (véhicules dudit ministère, des PTT, de la SNCB ainsi que les autobus de ligne et autocars de tourisme) reçoivent les soi-disant plaques "en P": d'abord 4 chiffres un point et un P (p.ex. 9999.P), ensuite 3 chiffres, point, P, point un chiffre (p.ex. 999.p. 9). Bizarrement, les bus ou cars scolaires propriétés d'écoles, administrations communales ou du ministère de l'enseignement ne reçoivent pas de plaques en P.
En 1973, les plaques passent à six caractères : trois lettres, un tiret, trois chiffres, pour être inversés mi-2008.

#### Depuis fin 2010
En novembre 2010, les plaques ordinaires sont sur support européen lettres rubis sur fond blanc, à sept caractères (un indice, trois lettres, trois chiffres).

### Au Canada
Les plaques d'immatriculation canadiennes sont propres à chaque province et territoire. La taille de la plaque est la même que celle utilisée par les États-Unis, à l'exception de celles des Territoires du Nord-Ouest, qui ont la forme d'un ours polaire. Auparavant, le Nunavut avait aussi des plaques en forme d'ours, mais depuis juillet 2012, ces plaques ont été remplacées par des plaques au format standard. Toutefois, l'ours polaire reste présent sur cette plaque, puisque le dessin le met en valeur. Le gouvernement avait organisé un concours pour changer ces plaques et plus de 200 personnes y ont participé. Le gagnant est Ron Froese, d'Iqaluit.
Depuis 1978 seule la plaque arrière reste obligatoire au Québec.
Depuis le 15 juillet 2019, les automobilistes néo-brunswickois peuvent retirer leur plaque minéralogique avant. À la suite de cette prise de décision, les seules provinces qui obligent la plaque avant sont l'Ontario, le Manitoba et la Colombie-Britannique.

### Aux États-Unis
Aux États-Unis, où chaque État émet ses propres plaques d'immatriculation, l'État de New York exigeait des plaques d'immatriculation depuis 1901. Au début, les plaques n'étaient pas émises par les gouvernements en place, et les automobilistes et les manufacturiers devaient les fabriquer eux-mêmes. Le Massachusetts et la Virginie-Occidentale furent les premiers états à émettre des plaques, en 1903. Les plus vieilles étaient faites de porcelaine cuite sur de l'acier, ou tout simplement en céramique, ce qui les rendait très fragiles. Quelques exemplaires seulement nous sont parvenus au fil des années. D'autres matériaux furent testés, dont du carton, du cuir, du plastique, et durant les pénuries dues à la guerre, certaines plaques furent fabriquées en cuivre à l'aide de fèves de soja pressées.[réf. nécessaire]
- 300 mm par 150 mm (12 pouces par 6 pouces) : format standard dans les Amériques ;
- 520 mm par soit 110 ou 120 mm : format standard européen et utilisé dans la plupart de ses anciennes colonies et territoires d'outre-mer ;
- 372 mm par 135 mm : format utilisé en Australie et dans d'autres pays de la ceinture du Pacifique, format intermédiaire des deux formats précédents.

### En France
En France, la plaque d'immatriculation est également appelée plaque minéralogique, car elle était à l'origine attribuée par le Service des mines, auquel ont succédé la Direction régionale de l'industrie, de la recherche et de l'environnement après la loi sur l'administration territoriale de la République de 1992, puis la Direction régionale de l'environnement, de l'aménagement et du logement depuis 2009, ou plaque de police car liée à un certificat d'immatriculation (anciennement appelé carte grise).

#### Sous l'Ancien Régime
Dans un mémoire sur la réformation de la police en France, daté de 1749, monsieur Guillauté, officier de la maréchaussée, préconise au roi de France Louis XV de doter d'un numéro les véhicules hippomobiles parisiens.
En 1783, un arrêt du Conseil du roi fait obligation aux rouliers et cochers de fixer sur les attelages une plaque de métal portant nom et adresse de leurs propriétaires.

#### Premier système à la fin duXIXesiècle
C'est en 1891, à Lyon, dans le parc de la Tête-d'Or, que le premier système d'immatriculation du monde est mis en place. À l'origine, le parc de la Tête-d'Or était ouvert aux automobiles, mais les accidents y étaient fréquents. Afin d'identifier les auteurs d'accident, un simple numéro fait son apparition sur les premières automobiles, en demandant aux propriétaires d'écrire le numéro de manière lisible sur leur voiture. En 1893, on adjoint au numéro affecté par l'administration les nom et adresse du propriétaire.

#### Le système de 1901
Les données nominatives disparaissent en 1901, à la suite des débats soulevés par un accident de voiture causé par un mineur à Louviers, au profit de lettres faisant référence à des arrondissements minéralogiques couvrant plusieurs départements.

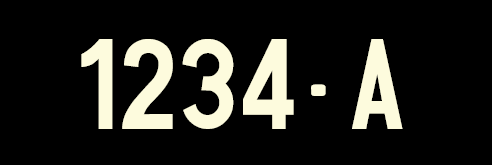
Plaque d'immatriculation française entre 1901 et 1928

#### Le système de 1928
En 1928 est mis en place un système départemental. Chaque département se voit attribuer un ou plusieurs blocs de deux lettres, dans l'ordre alphabétique des départements. L'immatriculation comprend successivement un nombre de 1 à 4 chiffres suivi d'un bloc départemental de deux lettres et, si nécessaire, d'un 5e chiffre.

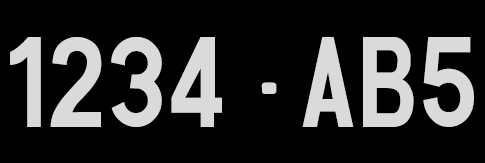
Plaque d'immatriculation française entre 1928 et 1950

#### Le système de 1950
Le système suivant est constitué d'un groupe de chiffres suivi d'un groupe de lettres et du numéro du département. Instauré le 1er avril 1950 et ultérieurement dénommé FNI d'après le sigle du nom du fichier national des immatriculations mis en place dans les années 1950, seules les radiations perdurent après le 14 avril 2009.

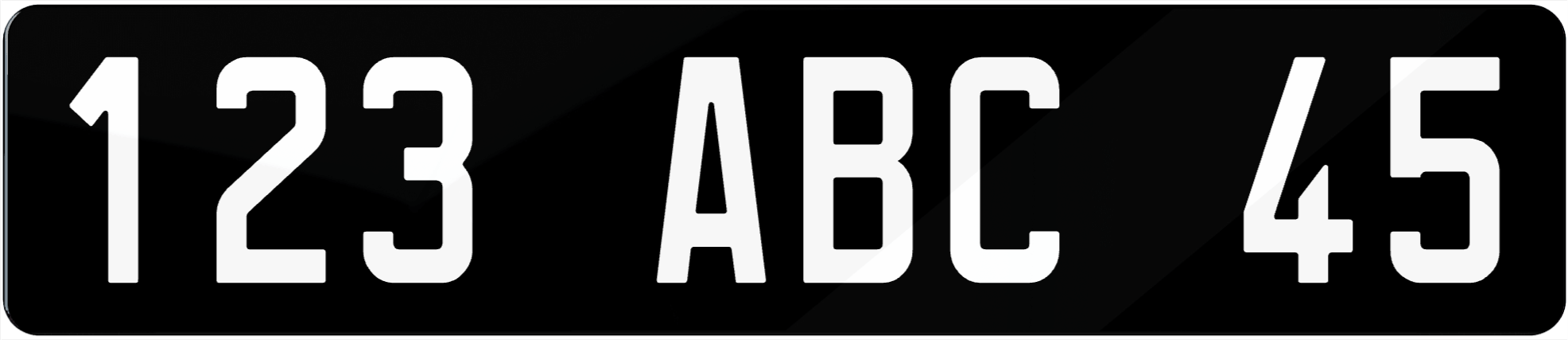
Plaque d'immatriculation automobile entre 1950 et 1993 - Format long
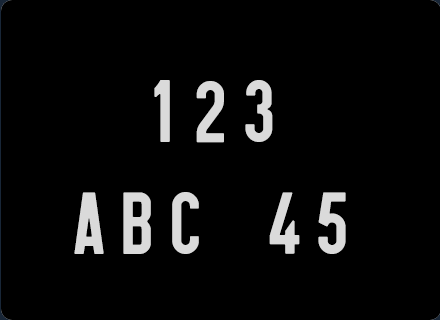
Plaque d'immatriculation automobile entre 1950 et 1993 - Format "carré"
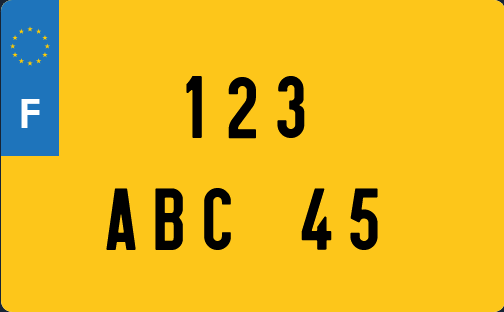
Plaque d'immatriculation moto entre 1993 et 2009
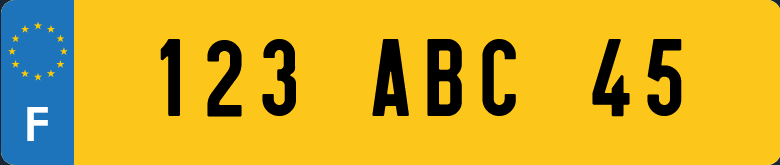
Plaque d'immatriculation automobile entre 1993 et 2009 - Arrière
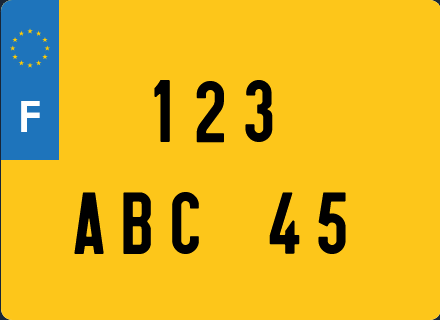
Plaque d'immatriculation automobile entre 1993 et 2009 - Format "carré" arrière
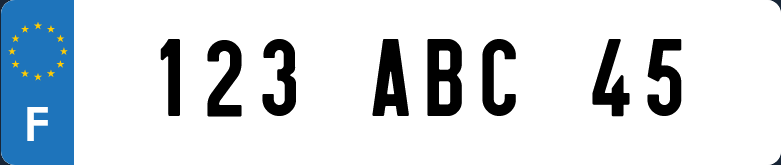
Plaque d'immatriculation automobile entre 1993 et 2009 - Avant
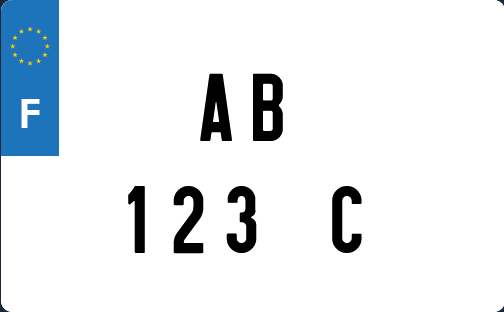
Plaque d'immatriculation cyclomoteur entre 2004 et 2015

#### Depuis le 15 avril 2009
Depuis le 15 avril 2009, le nouveau système d'immatriculation des véhicules (SIV), qui est construit sur le modèle lettres-chiffres-lettres, a la caractéristique de regrouper en un seul registre national tous les registres départementaux précédents. Cependant, la référence à un département qui devait disparaître est maintenue à titre identitaire[pas clair], mais en caractères de taille nettement réduite. Le numéro est attribué à vie aux véhicules concernés, alors que l'ancien système imposait une ré-immatriculation en cas de changement de département. Le nouveau système, d’abord réservé, pendant six mois, aux véhicules neufs ou importés, a été étendu à partir du 15 octobre 2009 à tous les véhicules.

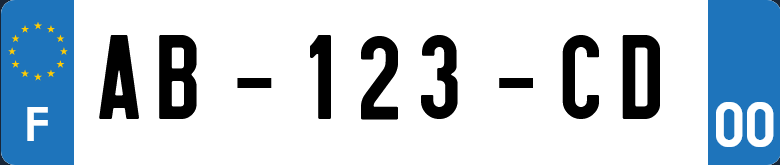
Plaque d'immatriculation automobile depuis 2009
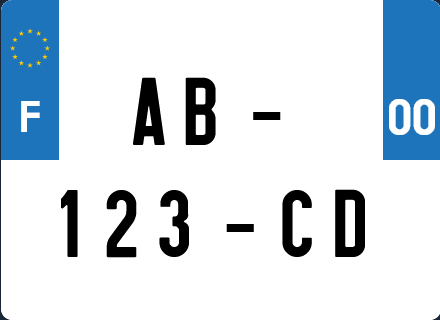
Plaque d'immatriculation automobile depuis 2009 - Format "carré"
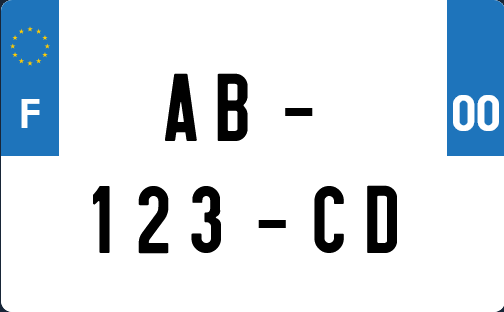
Plaque d'immatriculation moto depuis 2009

### Aux Pays-Bas
En 1898, les Pays-Bas ont été le premier pays à mettre en place un système d'enregistrement des véhicules national. Les premières plaques étaient de simples plaques avec un chiffre apposé dessus.[pas clair] La numérotation a commencé par 1, et, le 8 août 1899, on était déjà arrivé à 168. Quand les Néerlandais ont décidé de changer le système de numérotation, le 15 janvier 1906, la dernière plaque émise portait le no 2065.[réf. nécessaire]

### Au Royaume-Uni
Le Royaume-Uni avait son premier système de plaque d'immatriculation en 1903 qui se composait de deux caractères (une lettre et un chiffre) en blanc sur fond noir.
En 1932, un nouveau système fut introduit ; de quatre, cinq ou six caractères. Le modèle présentait deux possibilités; avec des lettres ou des chiffres au début (AAA 111 ou 111 AAA). La deuxième et la troisième lettre identifiaient la localisation où le véhicule était enregistré : S, par exemple, signifiait l'Écosse (Scotland en anglais). À noter que les tirets et les points n'étaient pas employés dans les plaques d'immatriculation britanniques.
En 1963, la combinaison fut modifiée à trois lettres, suivies par un, deux ou trois chiffres, et une quatrième lettre ajoutée comme suffixe. Le suffixe s'incrémentait alphabétiquement, commençant avec A, et continuant jusqu'à Y (sauf I, O, Q et U). En 1966, la date de l'introduction de la nouvelle lettre fut changée du 1er janvier au 1er août. Graduellement, les couleurs des caractères furent changées à noir sur fond blanc (sur le front) et noir sur fond jaune (sur l'arrière), le format actuel. Blanc sur fond noir fut aboli en 1973.
En 1983, avec l'arrivée à la lettre Y l'année précédente, l'ordre fut renversé ; la lettre de l'année devint un préfixe, suivi par le numéro (encore, un, deux ou trois chiffres), puis les trois autres lettres. En 1998, la lettre préfixe commença à être changée deux fois par an.
Le système actuel fut introduit en 2001. Ce système emploie sept caractères : deux lettres, un numéro de deux chiffres, et trois lettres. La première lettre identifie le rattachement géographique de l'immatriculation : par exemple, L représente Londres, S représente l'Écosse, et Y représente le Yorkshire. Le numéro change deux fois chaque année.

### En Suisse
En Suisse, les plaques d'immatriculation sont délivrées par le service des automobiles de chaque canton.
Les véhicules commencent à être marqués avec des numéros sur leur carrosserie en 1898, et la première plaque d'immatriculation apparaît en 1901 dans le canton de Lucerne. En 1903, un  concordat intercantonal automobile réglemente les plaques d'immatriculation : elles sont de couleur noire et comportent un numéro de série et le drapeau cantonal. En 1904, la dimension des plaques est libre. En 1905, il est précisé que les plaques comportent le drapeau suisse suivi d'un numéro de un à quatre chiffres puis du drapeau cantonal. À partir de 1911, lorsque les chiffres furent épuisés, on ajouta une lettre de A jusqu'à Z devant les chiffres.
En 1922, on introduit les plaques blanches avec chiffres noirs en gardant le même système lettre/chiffres. En 1932, le canton de Zurich a épuisé les chiffres et lettres de A à Z. En 1933, une réglementation fédérale impose un nouveau système utilisé encore actuellement. La plaque avant mesure 38 x 11 cm et comporte le drapeau suisse à gauche, suivi du code du canton à deux lettres, d'un nombre de 1 à 6 chiffres puis du drapeau du canton. La plaque arrière dite carrée mesure 31 x 24 cm et comporte deux lignes avec sur celle du haut le drapeau suisse, le code du canton à deux lettres et le drapeau du canton, et sur la ligne du bas un nombre de 1 à 6 chiffres (ce qui offre un million de possibilités par canton).
En 1957 et jusqu'en 1972 les nouvelles dimensions sont de 38 x 11 cm à l'avant et 30 x16 cm à l'arrière. En 1959 est créé un format  de type oblong (sur une seule ligne) de 44 x 11 cm pouvant être apposé à l'arrière du véhicule. Depuis 1987, et toujours à ce jour[Quand ?], les dimensions sont fixées à 30 x 11 cm à l'avant et 30 x 16 cm (format carré) ou 50 x 11 cm (format oblong) à l'arrière.
Les plaques suisses suivent le propriétaire (s'il le souhaite, sinon il peut en changer) et sont apposées sur chaque nouveau véhicule. Elles peuvent être transmises aux membres de la famille. Avec un jeu de plaques l'on peut immatriculer deux véhicules mais un seul peut rouler à la fois (plaques interchangeables). Aujourd'hui on peut encore voir des plaques d'origine du début des années 1930 rouler en Suisse lorsqu'elles sont restées dans la même famille.

## Caractéristiques

### Véhicules nécessitant une immatriculation
La plupart des véhicules motorisés portent une plaque à l'avant et une autre à l'arrière. Certains véhicules peuvent ne comporter qu'une plaque (à l'arrière), comme les motocyclettes, les tricycles ou quadricycles à moteur. D'anciens modèles de motocyclettes ont porté une plaque sur le garde-boue avant, lisible des deux côtés de l'engin.
Certaines remorques sont également soumises au port d'une plaque d'immatriculation propre, en fonction de leur capacité de chargement. C'est également le cas des caravanes.
Au Canada, pour neuf des treize provinces et territoires, une seule plaque est requise, à l'arrière du véhicule. Aux États-Unis, dans 19 des 50 États ainsi que dans les Îles Vierges américaines et à Porto Rico, une seule plaque est utilisée à l'arrière du véhicule,.

### Délivrance
Les numéros des plaques sont délivrés par une administration. Dans certains pays, comme la France, le propriétaire du véhicule est généralement responsable de l'achat des plaques, qu'il fait réaliser par un prestataire de services (garage, centre auto…). Dans d'autres, comme en Suisse, le jeu de plaques est délivré par l'administration qui reste propriétaire de celles-ci, ou comme en Belgique où la plaque arrière est délivrée par l'administration qui en est propriétaire tandis que la plaque avant doit être achetée dans le commerce.
En Amérique du Nord, chaque État, province ou territoire émet sa propre plaque d'immatriculation.

### Identification
Il existe deux concepts d'utilisation de plaques : certains pays, comme la France, adoptent le principe d'utiliser les plaques pour identifier un véhicule. Quel que soit le propriétaire, cette plaque accompagne le véhicule tout le long de sa vie ; le cas particulier des déménagements, dans les pays où l'indication géographique est également indiquée, est réglé par des règles spécifiques.
Dans d'autres pays, comme la Belgique ou la Suisse, la plaque est attribuée au propriétaire, qui la conserve lorsqu'il change de véhicule. Identifiant alors le propriétaire, la plaque fait également office d'attestation d'assurance, le propriétaire devant rendre les plaques à l'administration lorsqu'il n'est plus assuré. La notion de plaques interchangeables peut alors y exister, le même jeu de plaques est utilisé pour les différents véhicules d'un même propriétaire, celui-ci ne pouvant utiliser, ou autoriser l'utilisation à des tiers, qu'un seul de ses véhicules à la fois.
Pour la Belgique, la plaque est attribuée à une personne physique ou une personne morale. Quand le véhicule est revendu, le propriétaire de la plaque peut la conserver et la transférer sur son nouveau véhicule ou la remettre à l'Administration et demander une nouvelle plaque.
En France, les bases de données nationales se servent des numéros inscrits sur la plaque pour garder des informations sur les véhicules enregistrés, telles que la marque, le modèle, la couleur, l'année de fabrication, la cylindrée du moteur, le type de carburant utilisé, et le kilométrage enregistré lors du dernier contrôle technique, le NIV, ou numéro d'identification du véhicule (VIN en anglais), et finalement le nom et l'adresse du propriétaire du véhicule. Depuis le 15 avril 2009, les plaques d'immatriculation sont attribuées au véhicule qui les conservera jusqu'à sa destruction ou son exportation. Le numéro d'immatriculation ne fait plus référence au département de résidence. Cependant, sur le côté droit, figure un département librement choisi par le titulaire surmonté, du logo ou du blason (Alsace, Corse et Bretagne ) de la région administrative correspondante (modèle adopté par l'Italie depuis 1994 avec code de la province facultatif). Cette référence locale fait partie intégrante de la plaque et n'est pas un autocollant ; le titulaire peut à tout moment décider de changer cette référence.
Au Québec, l'attribution aléatoire des plaques, composées de trois lettres et trois chiffres (ou l'inverse) rend impossible la détermination du lieu de résidence du propriétaire. Lors de la vente de l'automobile, le propriétaire a deux choix : soit il garde sa plaque, qu'il apposera sur son prochain véhicule, soit il se présente au bureau de la Société de l'assurance automobile du Québec, qui lui en émet une nouvelle. La preuve du renouvellement de l'assurance se faisait avant 1992 en affichant annuellement une vignette colorée sur la plaque arrière, mais depuis, l'agent de la paix doit faire une recherche au fichier central afin de vérifier si l'automobiliste a versé sa contribution annuelle.

### Lisibilité
Les plaques sont conçues pour être lisibles de loin, pour cela la taille des caractères est normalisée. Dans certains pays, les propriétaires peuvent choisir parmi plusieurs polices de caractères alors que dans d'autres, la police doit être homologuée.
Selon les systèmes, les plaques sont à fond clair (blanc ou jaune, parfois réfléchissant), ou à fond sombre (plaques noires, anciennement utilisées en France, en Irlande, au Royaume-Uni, aux Pays-Bas ou au Luxembourg). Par contraste, les caractères sont en noir (cas général) ou rouge (cas de la Belgique) sur les plaques claires, et en clair (blanc ou aluminium) sur fond sombre.
L'utilisateur d'un véhicule dont les plaques sont illisibles (pour cause de saleté ou de dégâts) est passible d'amende dans de nombreux pays, voire d'une immobilisation du véhicule.
En France, la conformité des plaques et l'éclairage de la plaque arrière sont des points rédhibitoires pour le contrôle technique.

### Attribution des numéros
La plupart du temps, pour une administration donnée (une par État dans l'Union européenne ou aux États-Unis, parfois à l'échelle d'une sous division administrative de l'État dans certains pays), il ne peut y avoir deux véhicules différents portant le même numéro.
Selon les systèmes, un numéro est attribué par véhicule indépendamment de son propriétaire (comme au Royaume-Uni, en France ou en Italie), ou un propriétaire se voit attribuer un numéro par véhicule (comme en Belgique, en Suisse ou aux États-Unis).
Dans le premier cas, lorsqu'un véhicule change de propriétaire, il ne change généralement pas de numéro. Lorsque le véhicule est détruit ou change de numéro, le numéro qu'il portait est perdu et ne peut plus être réutilisé.
Dans le second cas, lorsqu'un véhicule change de propriétaire ou est détruit, son numéro reste attribué à son ancien propriétaire. Le nouveau propriétaire peut alors soit réutiliser un numéro disponible qui lui aurait précédemment été attribué, soit acquérir un nouveau numéro.
En Suisse, une taxe est prélevée lors d'une cession de plaques à un nouveau propriétaire. Dans la plupart des cantons, un numéro « perdu » (c'est-à-dire non cédé, ni gardé en attente moyennant un émolument par le propriétaire) est mis aux enchères sur Internet par le service compétent (appelé Service des automobiles, Office cantonal de la circulation, Office des véhicules, etc.). Lorsqu'un propriétaire de véhicule part résider dans un autre canton, il reçoit une nouvelle plaque du canton.
Enfin, dans plusieurs États des États-Unis, dans quelques provinces du Canada et dans certains états européens, le propriétaire peut choisir la séquence de chiffres et de lettres imprimée sur les plaques, parmi celles non encore attribuées. Ainsi par exemple, en Autriche, un industriel du bois peut-il acheter la plaque « HOLZ - 1 », le mot Holz signifiant bois en langue allemande.

### Fixation
Le mode de fixation est généralement régi par la législation. La fixation peut se faire par vissage, par « clips », ou encore par serrage à l'aide d'un écrou.
En France, le mode de fixation est défini par arrêté ministériel. L'arrêté du 9 février 2009 fixant les caractéristiques et le mode de pose des plaques d'immatriculation des véhicules indique que celle-ci doit être effectuée « d'une manière inamovible ». En pratique, seul le rivetage est accepté, le vissage étant considéré comme un procédé non permanent.
Selon les pays, une ou deux plaques sont obligatoires : en France par exemple, une plaque est obligatoire à l'avant et une autre à l'arrière ; au Québec, seule une plaque à l'arrière est requise.

### Types de plaques

#### Les différentes formes d'immatriculation dans le monde
Selon les systèmes, la plaque peut comporter des chiffres, des lettres, des chiffres et des lettres dans un ordre spécifique ou dans un ordre quelconque. Pour anecdote, une plaque composée de trois chiffres et de trois lettres (i et o exclus) peut avoir 13 824 000 combinaisons différentes (24×24×24×10×10×10) mais certaines combinaisons de lettres sont exclues, si celles-ci peuvent porter préjudice à son détenteur. Ainsi, en Belgique, des combinaisons de trois lettres telles que AAP (singe, en néerlandais), ANE, GAG, CON, CUL, DOM (crétin, en néerlandais), SEX, etc. ne sont pas délivrées par l'administration (sauf dans les cas de plaques personnalisées, voir plus bas). Les combinaisons qui forment les initiales de partis politiques comme CDH (Centre démocrate humaniste) ou VLD (Libéraux et démocrates flamands) sont strictement interdites.
- Algérie - un à cinq chiffres, trois chiffres, deux chiffres. La première série de chiffres est le numéro de série d'enregistrement, la seconde est un nombre composé du type de véhicule (1 : véhicule de tourisme, 2 : camion, 3 : véhicule utilitaire, 4 : transport en commun, 5 : tracteur  de semi-remorque, 6 : tracteur agricole 7 : véhicules spéciaux, 8 : remorque, 9 : motos) suivi des deux derniers chiffres de l'année de mise en circulation, et la troisième correspond au code du département (wilaya) d'immatriculation.
  - Exemple : 54156 204 16 (que l'on peut lire, camion datant de 2004 immatriculé dans la wilaya d'Alger (16), portant le numéro d'enregistrement départemental 54156)
- Allemagne - l'identifiant territorial désignant la ville ou l'arrondissement et constitué d'une à trois lettres, suivi des vignettes puis d'un numéro d'identification composé d'une ou deux lettres et de un à quatre chiffres, en noir sur fond blanc. La plaque peut avoir 8 caractères au maximum.
- Andorre - le blason du pays + une lettre et quatre chiffres + le sigle AND.
- Arménie - trois chiffres, deux lettres latines légèrement plus petites et deux chiffres, en noir sur fond blanc. À gauche, les lettres AM ainsi qu'un autocollant hologramme.
- Belgique - depuis le 15 novembre 2010, un chiffre suivi de trois lettres elles-mêmes suivies de trois chiffres, en rubis sur fond blanc avec liséré rubis. Les anciennes plaques à cinq (différentes combinaisons d'une lettre et de quatre chiffres, ou de deux lettres et trois chiffres) et six caractères (trois lettres précédées ou suivies de trois chiffres) sont toujours en circulation, mais en voie de radiation.
- Brésil - trois lettres suivies de quatre chiffres.
- Cameroun - deux lettres, quatre chiffres, une lettre. Les deux premières lettres désignent la province, les quatre chiffres sont un numéro d'ordre, la dernière lettre représente l'année d'immatriculation. Depuis juin 2007, de nouvelles plaques au format deux lettres, trois chiffres, deux lettres (avec la même signification que précédemment) sont émises dans les provinces où l'on est arrivé au terme de la série.

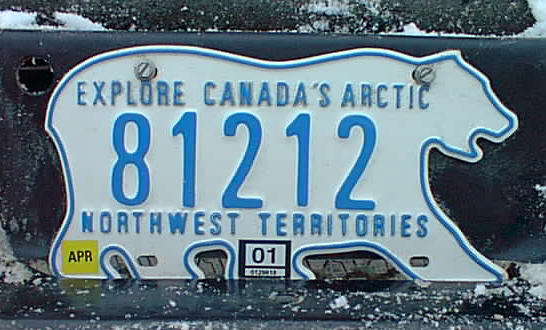
Plaque d'immatriculation des Territoires du Nord-Ouest.

- Canada - Diffère selon la province. Par exemple :
  - Au Québec, depuis 1983, les plaques d'immatriculation des véhicules de promenade (les plus répandues) comportent 6 caractères bleu foncé sur fond gris : trois lettres, une espace et trois chiffres. Quand la séquence a été épuisée, la Société de l'assurance automobile du Québec (SAAQ) a émis l'inverse, soit trois chiffres, une espace suivie de trois lettres. Depuis l'automne 2009, la limite de cette séquence a aussi été atteinte, alors la nouvelle séquence disponible est composée d'une lettre et de deux chiffres, puis d'une espace suivie de trois lettres. Il existe encore quelques exemplaires du format datant de 1979, soit 7 caractères bleus sur fond blanc : 3 chiffres, une lettre et 3 chiffres.
  - En Ontario, les plaques pour véhicules de particuliers ("véhicules de tourisme") comportent trois ou quatre lettres suivies de trois chiffres. Les lettres et chiffres sont séparés par une couronne. Les plaques pour voitures et camions en l'Ontario existent en quatre principaux motifs, généralement semblables en apparence mais de couleurs différentes. Les plaques blanches, avec une combinaison de lettres et de chiffres bleus, sont pour les voitures de tourisme et les remorques. Les plaques des camions et véhicules commerciaux et agricoles sont blanches avec le texte en noir. Les véhicules diplomatiques ont des plaques rouges au texte blanc. Les plaques amovibles pour vendeurs de voitures et garages sont jaunes avec texte noir. Le Ministère des transports de l'Ontario offre aux particuliers la possibilité d'acheter des plaques personnalisées moyennant un supplément. Ces plaques peuvent soit afficher de deux à huit lettres ou chiffres seuls, ou de deux à six chiffres en plus d'une image puisée à même un catalogue d'environ 60 choix (2015). Il est à noter la légende sur les plaques ontariennes est en anglais («Yours to discover»), sauf sur la plaque personnalisée arborant le drapeau franco-ontarien qui elle a une légende française («Tant à découvrir»). Le ministère se réserve le droit de refuser les choix pour une variété de motifs, dont l'incitation à la haine, les propos politiques, sexuels ou prônant la consommation de drogues et d'alcool. Des plaques personnalisées sont aussi disponibles pour les motos[15].
  - Au Nouveau-Brunswick, trois lettres suivies de trois chiffres.
  - Les gouvernements des Territoires du Nord-Ouest et du Nunavut émettent une plaque en forme d'ours polaire.
- Chine - le caractère symbolisant la province d'immatriculation du véhicule suivie d'une première lettre indiquant la ville (ou dans les Municipalités autonomes, comme Shanghai, le type de plaque, permettant, ou non, d'emprunter les autoroutes périphériques) puis de cinq lettres ou chiffres.
- République démocratique du Congo - depuis juin 2009, drapeaux congolais et sigle CGO, quatre chiffres, deux lettres et deux chiffres.
- Corée du Sud - deux chiffres, une syllabe, quatre chiffres. La syllabe est un assemblage d'une consonne et d'une voyelle de l'alphabet coréen, le Hangeul. Les nouvelles plaques d'immatriculation ne précisent pas la province et la plaque est composée d'un fond blanc et de texte noir.

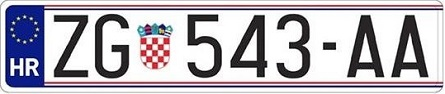
Plaque d'immatriculation standard croate (Zagreb)

- Croatie - depuis l'éclatement de la Yougoslavie, deux lettres, désignant la province, le blason croate après les deux lettres, trois à quatre chiffres, une à deux lettres.
- Espagne - quatre chiffres et trois lettres, en noir sur fond blanc. Les quatre chiffres vont de 0000 à 9999 et les lettres de BBB à ZZZ. Il faut savoir que pour les lettres on n'utilise pas les voyelles pour éviter des mots comme ....-FEO (feo signifie moche en espagnol) ou ....-CER. Les lettres omises sont A, E, I, Ñ, O, Q et U.
- États-Unis - diffère selon l'État. Cependant, les seuls points communs obligatoires sont :
  - Le format de la plaque, normalisée depuis 1956, est de 12 × 6 pouces (soit 305 × 152 millimètres), sauf pour les plaques de motos et certains autres véhicules particuliers.
  - La mention du nom de l'État (ou son abréviation : CA pour Californie, MO pour Missouri, MN pour Minnesota, etc.).

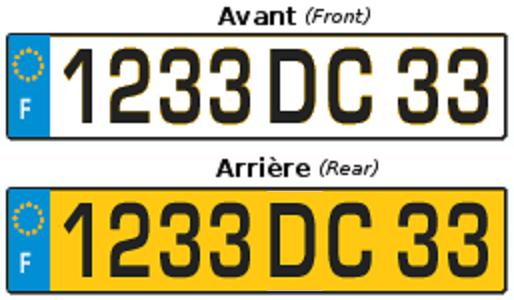
Plaque d'immatriculation française (jusqu'en octobre 2009)

- France - deux systèmes cohabitent actuellement en France. L'ancien système basé sur un comptage départemental, en place depuis 1950, est désormais remplacé par un système entièrement national (depuis le 15 avril 2009 pour les voitures neuves et le 15 octobre 2009 pour les véhicules d'occasion) :
  - Ancien système (parfois dit « FNI », pour fichier national des immatriculations) : un à quatre chiffres, une à trois lettres, deux ou trois chiffres, avec un maximum de huit caractères (neuf pour l'outre-mer). Les derniers chiffres correspondent au code du département d'immatriculation, les premiers chiffres constituant une séquence dans la combinaison de lettres, et les combinaisons de lettres constituant une séquence dans le département. Lorsque la séquence de lettres atteint ZZ, on passe à la combinaison AAA.
  - Nouveau système : le nouveau Système d'immatriculation des véhicules (SIV) est national. Il est basé sur une séquence de deux lettres - trois chiffres - deux lettres (i, o et u exclus) soit, compte tenu des lettres et associations de lettres interdites (ss et ww à gauche et ss à droite), 277 977 744 possibilités ((23 × 23) − 2) × 999 × ((23 × 23) − 1). Il est attribué définitivement au véhicule, jusqu'à sa destruction ou son exportation. La plaque intègre, sur sa partie droite, un identifiant territorial composé d'un numéro de département et du logo ou blason (Alsace, Corse et Bretagne) de la région correspondante. Cet identifiant est laissé au libre choix du propriétaire et n'a pas obligatoirement de rapport avec le lieu de résidence.
- Indonésie - une ou deux lettres désignant l'ancienne residentie hollandaise (à Java) ou la province, quatre chiffres, une à trois lettres.
- Irlande - À partir de 1987, les deux premiers chiffres correspondent à l'année de première immatriculation, depuis 2013 le semestre est aussi précisé par 1 ou 2, un tiret, une ou deux lettres désignant le comté, un tiret, puis un numéro d'ordre unique par comté, en haut de la plaque, le nom du comté en gaélique. Le véhicule conserve sa plaque toute sa vie, même si le véhicule change de propriétaire et de comté.
- Italie - deux lettres, trois chiffres, deux lettres, suivie par une bande bleue indiquant l'année d'immatriculation et le symbole de la province de provenance. Numérotation progressive à niveau national (de AA000 AA à ZZ 999 ZZ). Le nouveau système d'immatriculation français (depuis 2009) a été adopté sur la base du système italien, en vigueur depuis 1994.

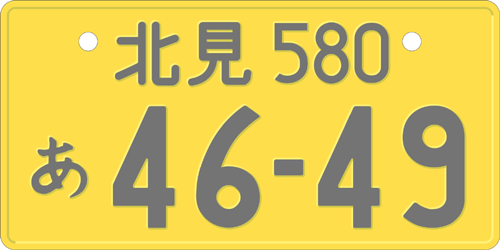
Plaque d'immatriculation japonaise

- Japon - en haut de la plaque, le nom (en kanji) de la municipalité où le véhicule est enregistré suivi d'un nombre de trois chiffres. En bas de la plaque, une syllabe en hiragana suivie de deux fois deux chiffres séparés d'un tiret (le zéro est remplacé par un point). Les couleurs d'arrière-plan et des caractères sur la plaque distinguent le type ou gabarit du véhicule, ainsi que son usage (elles peuvent être inversées sur les véhicules à usage commercial par rapport aux véhicules privés, selon la fiscalité applicable dans la municipalité du bureau d'immatriculation).
- Liban.
- Liechtenstein - inscription blanche sur fond noir, débutant par les lettres FL (Fürstentum Liechtenstein) puis un numéro de 1 à 5 chiffres. Les plaques se terminent par le blason du Liechtenstein.

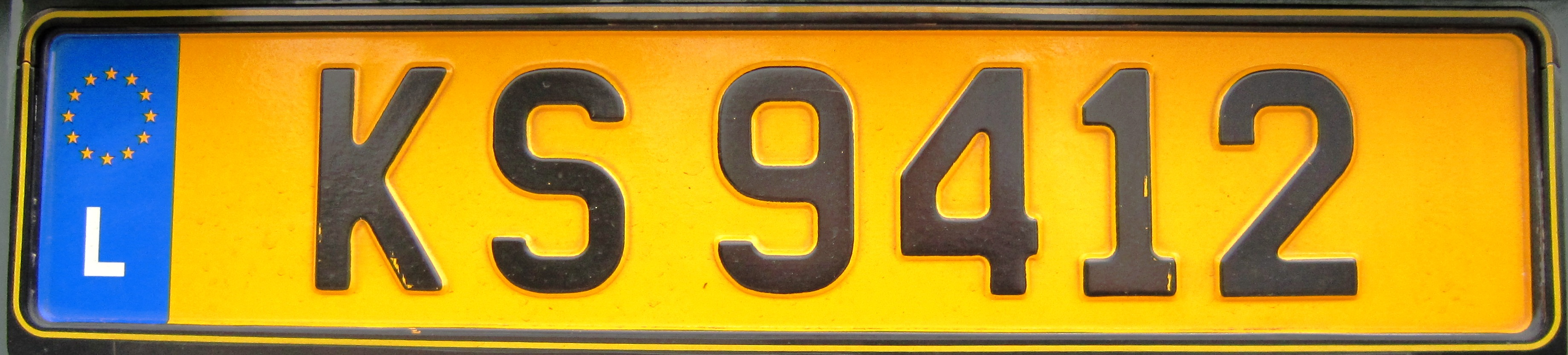
Plaque d'immatriculation luxembourgeoise

- Luxembourg - inscription noire sur fond jaune, une lettres suivie de quatre chiffres; depuis 2004, deux lettres suivies de quatre chiffres ou uniquement quatre chiffres ou cinq chiffres (1234 ou 12345)
- Maroc - cinq chiffres suivis d'une lettre en alphabet arabe suivie d'un chiffre désignant le numéro de préfecture (6 pour Casablanca-Anfa), ce système est entré en vigueur en 200X.

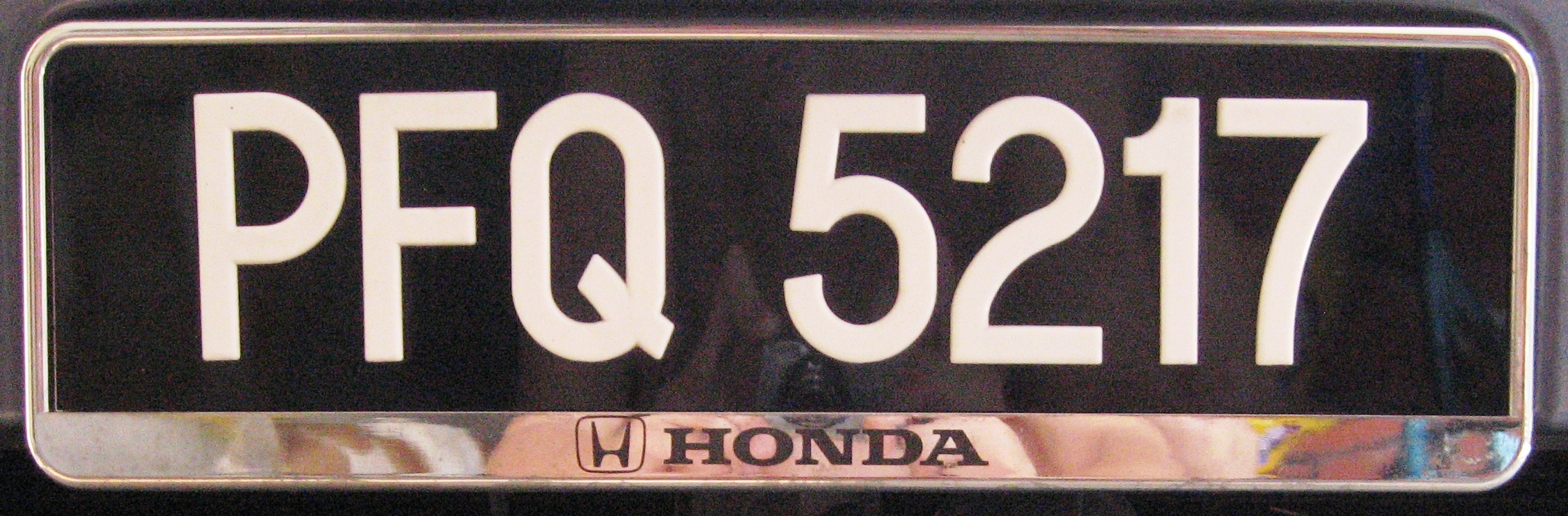
Plaque d'immatriculation malaisienne standard (Penang)

- Malaisie - inscription blanche sur fond noir, trois lettres et quatre chiffres
- Monaco - quatre chiffres ou une lettre et trois chiffres.
- Pays-Bas - jusqu'en 2006/2008, combinaisons de la forme AA-BB-CC avec un ou deux groupes de deux lettres, le ou les groupes restants sont des chiffres. À partir de 2006/2008 (la date d'introduction varie selon le type de véhicules), combinaisons de la forme AA-BBB-C et A-BBB-CC, où chaque groupe de un à trois symboles ne contient que des chiffres ou que des lettres.
- Roumanie - deux lettres désignant le département (sauf pour la capitale, Bucarest, désignée par la lettre B), suivies par deux chiffres et trois lettres, en noir sur fond blanc.
- Royaume-Uni - Une lettre isolée de la plaque correspond à l'année de délivrance de la plaque.

Il existe la possibilité de demander ou d'échanger son numéro d'immatriculation avec celui d'un autre titulaire.
- Russie - 1 Lettre + 3 chiffres + 2 lettres + 2 à 3 chiffres. Les lettres étant choisies parmi les suivantes : A, B, C, E, H, K, M, O, P, T, X, Y, qui présentent la particularité d'être lisibles à la fois dans l'alphabet latin et dans l'alphabet cyrillique, même si elles y représentent parfois des lettres complètement différentes[16]. La dernière série de deux chiffres sert à désigner la région où le véhicule est immatriculé. Certaines régions où le nombre d'immatriculations est grand se sont vu attribuer des séries supplémentaires, et ensuite, ses séries-là devenues insuffisantes, on a commencé à rajouter un "1" au début créant ainsi des séries à 3 chiffres. Exemples: Moscou - 77, 99, 97, 177, 199 ; banlieue de Moscou - 50, 90, 150 ; Saint-Pétersbourg - 78, 98, 178 ; Vladivostok - 25, 125

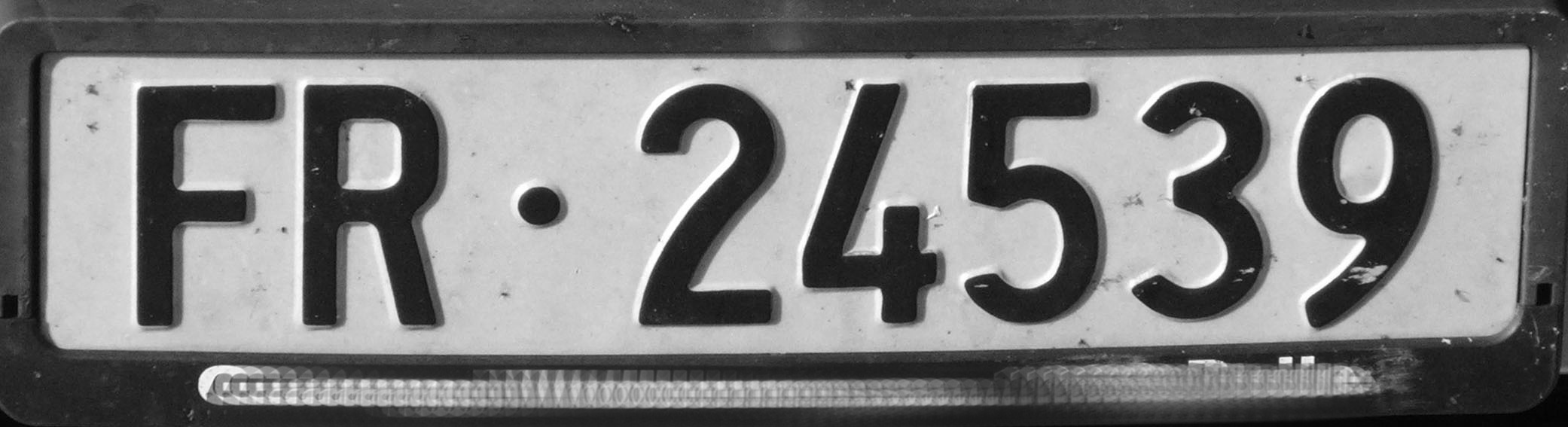
Plaque d'immatriculation suisse avant (canton de Fribourg)

- Suisse - à l'arrière, un écusson suisse, deux lettres et un écusson désignant le canton et un nombre, de un à six ou cinq chiffres selon les cantons, unique pour le canton donné et à l'avant deux lettres désignant le canton et un nombre. En plus il existe des plaques de couleur bleue, verte, brune, jaune, noir selon le type de véhicule.
- Tunisie - l'immatriculation des véhicules tunisiens est de la forme - - - تونس - - - - où " - " représente un chiffre compris entre 0 et 9. Les trois premiers chiffres désignent la série et les quatre derniers chiffres désignent le numéro d'enregistrement du véhicule dans la série. La série et le numéro d'enregistrement sont séparés par le nom de la Tunisie en arabe. Le passage d'une série à la suivante se fait chaque 9999 véhicules. Cette immatriculation est attribuée à tout véhicule sauf ceux qui sont la propriété d'organismes publics.
- Turquie - la première partie de la plaque (de 01 à 81) correspond à la province. La deuxième est composée de une à trois lettres. Enfin, la dernière est composée de deux à quatre chiffres selon le nombre de lettres dans la deuxième partie, le tout ne pouvant pas excéder six caractères.

#### Plaques personnalisées
On appelle « plaques personnalisées » des plaques d'immatriculation dont le propriétaire a (lorsque cela est possible) acheté ou s'est fait attribuer auprès des services d'immatriculation un numéro spécifique, comme un chiffre rond ou une combinaison de chiffres et/ou de lettres à son goût (son nom, une combinaison amusante ou facile à retenir…). Ce système permet au service d'immatriculation de surfacturer cette prestation, la prestation standard ne permettant que d'obtenir une combinaison à la suite des combinaisons déjà attribuées.
Ce service n'est pas offert dans tous les pays et dans toutes les divisions administratives.
On trouve aussi des plaques commémoratives dans certaines provinces canadiennes et certains États américains, qui soulignent l'affiliation à un groupe, leur équipe sportive préférée, ou si le propriétaire du véhicule est médecin ou pompier volontaire. Par exemple, dans l'État du Massachusetts, on peut avoir une plaque aux couleurs des Red Sox, équipe de baseball de la ville de Boston, ou des Patriots, équipe de la National Football League. Ou encore en Ontario, les Sénateurs d'Ottawa et les Maple Leafs de Toronto ont leurs plaques spécifiques. Depuis 2006, au Québec, les vétérans et les militaires, s'ils remplissent certaines conditions, peuvent apposer sur leur véhicule une plaque comportant un coquelicot en son centre. Il est aussi possible aux radioamateurs québécois de demander une plaque avec leur indicatif. Elle commence systématiquement par VE2 ou VA2.
La formation Sky (équipe cycliste créée en 2010) affiche les 3 lettres de son nom sur les plaques d’immatriculation de tous ses véhicules.
Certaines plaques donnent lieu à des surenchères extravagantes. Par exemple, après avoir acheté 375 000 livres (plus de 430 000 euros) la plaque d'immatriculation pour sa Bugatti Veyron portant un simple « F1 », l'homme d'affaires britannique Afzal Kahn, s'est vu proposer 5 millions de livres trois ans plus tard pour sa plaque, offre qu'il a refusée.

#### Plaques diplomatiques et consulaires

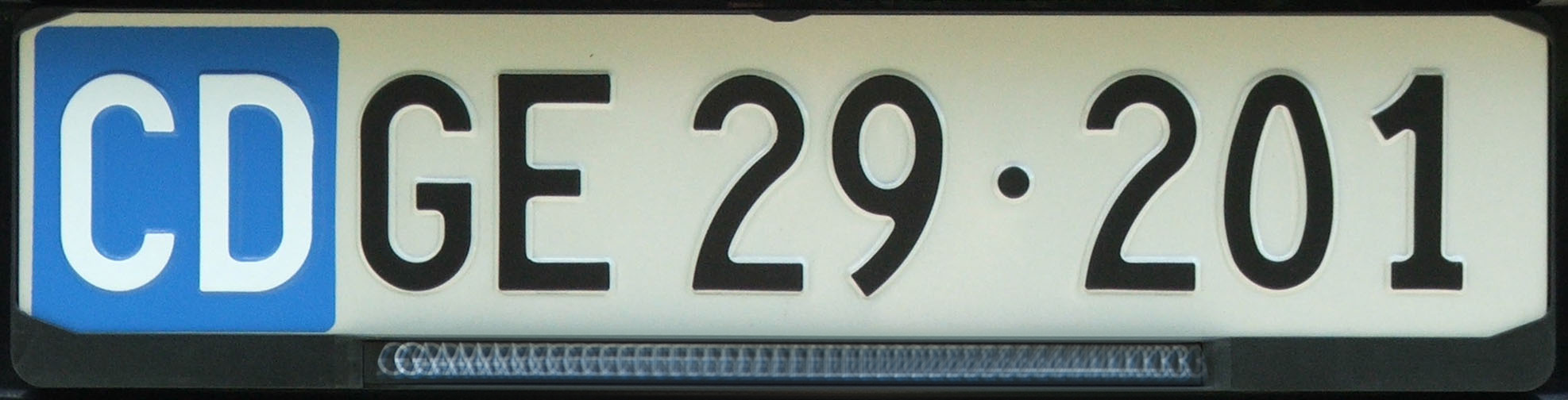
Plaque diplomatique suisse (Genève).

Les diplomates en poste à l'étranger se voient attribuer des plaques spéciales pour indiquer leur statut de personne détenant une immunité diplomatique ou consulaire. Ces plaques peuvent être rouges au Canada, au Pakistan, vertes en France ou encore bleues au Brésil, en Colombie ou en Équateur. Elles comportent généralement les lettres CMD (chef de mission diplomatique), CD (corps diplomatique) ou CC (corps consulaire) devant une série de chiffres. Ces plaques ne sont pas émises par les ministères des Transports ou concessionnaires de voitures mais bien par le ministère des Affaires étrangères du pays hôte.

#### Plaques de l'ONU
L'immatriculation des véhicules de l'Organisation des Nations unies est composée des deux lettres « UN » suivies d'un espace puis un nombre, les caractères étant noirs sur fond blanc. Les carrosseries des véhicules sont principalement de couleur blanche et souvent marquées du sigle « UN » (de l'anglais United Nations)

#### Plaques de la CEMAC
Le 3 août 2001, les pays de la Communauté économique et monétaire de l'Afrique centrale (CEMAC) ont décidé de mettre en circulation des plaques d’immatriculation portant le sigle du pays et le logo de la CEMAC.
| Pays                      | Sigle |
| ------------------------- | ----- |
| Cameroun                  | CMR   |
| République du Congo       | RC    |
| Guinée équatoriale        | GE    |
| République centrafricaine | RCA   |
| Tchad                     | TCH   |

#### Plaques de l’EAC
Les pays membres de la Communauté d'Afrique de l'Est (EAC) ont des plaques d’immatriculation communes portant un sigle identifiant le pays et le drapeau ou les armoiries du pays.
| Pays     | Sigle | Logo |
| -------- | ----- | ---- |
| Burundi  | BU    |      |
| Kenya    | EAK   |      |
| Ouganda  | EAU   |      |
| Rwanda   | RWA   |      |
| Tanzanie | EAT   |      |

#### Plaques de l'Union européenne
Les plaques de l'Union européenne sont faciles à reconnaître car elles possèdent une bande bleue sur la partie gauche de la plaque, appelée « eurobande ». Sur la partie supérieure de cette bande se trouve le drapeau européen. Sous celui-ci figurent une à trois lettres identifiant l'État membre.
Dans l'Est de l'Europe, beaucoup de voitures portent une plaque avec le drapeau national au lieu du logo européen. Avant son intégration, la Slovaquie mettait l'arme nationale au milieu de la plaque d'immatriculation, séparant ainsi le code régional des autres chiffres et lettres. Dans quelques autres pays la plaque d'immatriculation ne faisait pas mention de la nationalité. Depuis l'élargissement de l'Union européenne (dix pays supplémentaires en mai 2004), et la Bulgarie et la Roumanie en 2007, les voitures nouvellement immatriculées — neuves ou importées — portent en général leur code de pays en lettres blanches sur bleu, surmontées du drapeau européen.
Dans certains pays, comme la Pologne et la République tchèque, il a été possible de choisir volontairement de changer la plaque au drapeau national par une plaque portant l'eurobande. Progressivement, comme en Bulgarie, les plaques avec eurobandes remplacent celles où figurait le drapeau national.
Par ailleurs, les drapeaux nationaux figurent de plus en plus sur les plaques d'immatriculation des véhicules immatriculés dans des pays qui se sont déclarés candidat pour devenir membre de l'Union européenne, comme la Turquie, la Moldavie et l'Ukraine.
D'autres pays utilisent également le même principe : Israël, Liban, Nouvelle-Zélande (option), ou encore dans certains états Australiens (option).
Lettres suivant l'État membre
| A | Autriche |

| B  | Belgique |
| BG | Bulgarie |

| CY | Chypre (Cyprus)                     |
| CZ | République tchèque (Czech Republic) |

| D  | Allemagne (Deutschland) |
| DK | Danemark                |

| E   | Espagne |
| EST | Estonie |

| F   | France   |
| FIN | Finlande |

| GB  | Royaume-Uni (Great Britain) |
| GBZ | Gibraltar                   |
| GR  | Grèce                       |

| H  | Hongrie            |
| HR | Croatie (Hrvatska) |

| I   | Italie  |
| IRL | Irlande |

| L  | Luxembourg         |
| LT | Lituanie           |
| LV | Lettonie (Latvija) |

| M | Malte |

| NL | Pays-Bas (Nederland) |

| P  | Portugal |
| PL | Pologne  |

| RO | Roumanie |

| S   | Suède                 |
| SK  | Slovaquie (Slovensko) |
| SLO | Slovénie              |

## Compléments
En Chine, l'immatriculation d'un véhicule est liée à la présence d'une puce RFID sur le pare-brise à partir de 2019.
Des véhicules peuvent également être identifiées avec des puces RFID dans d'autres pays ou États, comme la Californie, le Mexique, l'Inde, l'Afrique du Sud, le Brésil et Dubaï.